# 海风琴

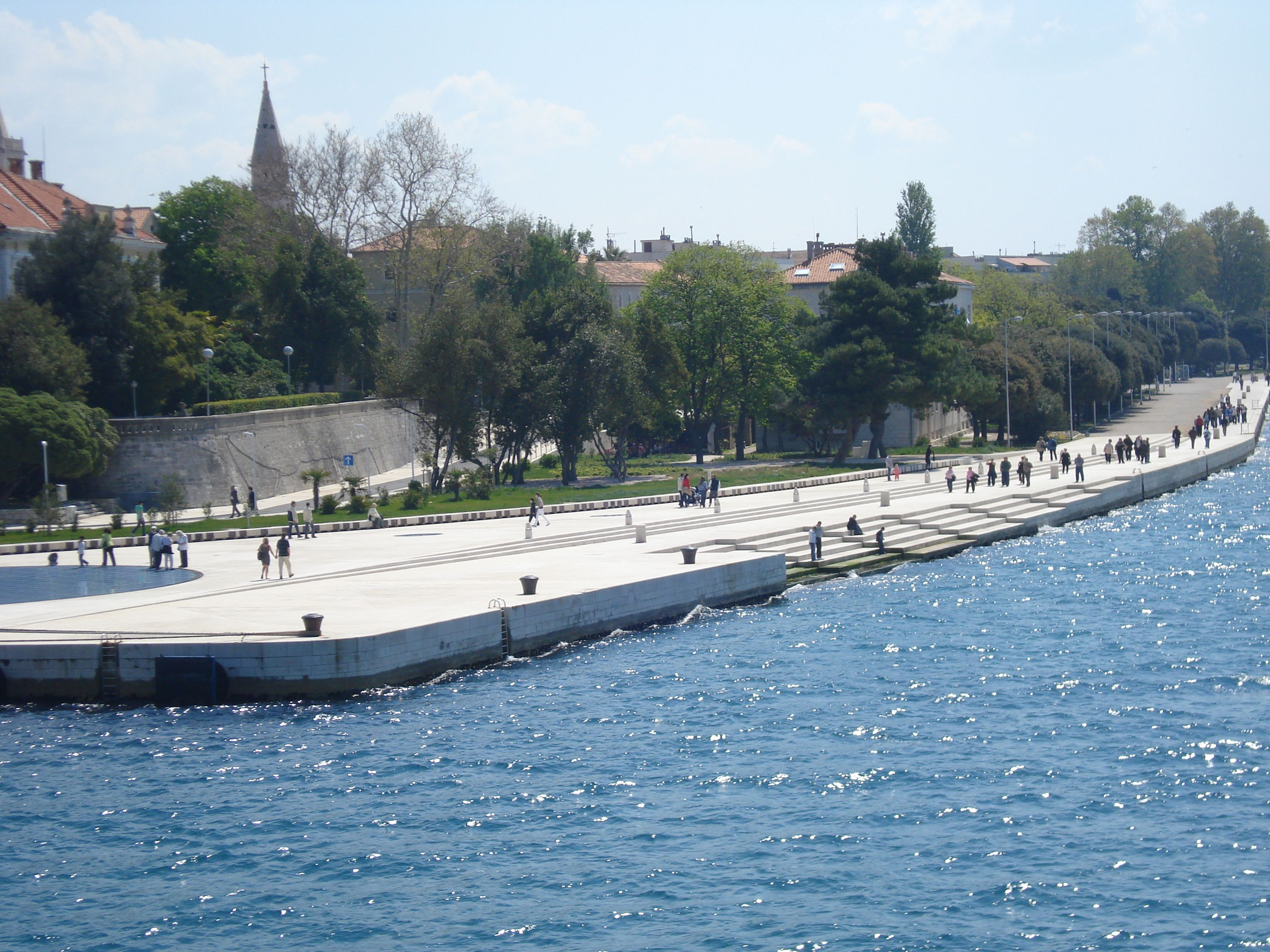
海风琴

海风琴 是克罗地亚扎达尔的一组听觉艺术装置和实验乐器，通过海浪和隐藏在大理石台阶下面的聚乙烯管子与共振器的作用，来演奏音乐。

## 历史
为了修复在第二次世界大战中遭受的破坏，扎达尔进行了混乱的重建工作。疯狂的重建将大部分海滨变成了不间断的，单调的混凝土墙。
作为重新设计城市新海岸（Nova riva）项目的一部分，海风琴由建筑师尼古拉·巴希奇（Nikola Bašić）设计，于2005年4月15日向公众开放。设计灵感来源于建筑师小时候在海边倾听海浪拍打岩石的声响的经历。
2006年，海风琴获得欧洲城市公共空间奖。